# Протагор
Вижте пояснителната страница за други личности с името Протагор.
Протагор (на старогръцки: Πρωταγόρας) е  един от най-известните древногръцки софисти. Платон го сочи за първия професионалист, изисквал заплащане за своето преподаване. Сведенията за Протагор са често противоречиви и почти всичко разказвано за него подлежи на оспорване.. Платоновият диалог „Протагор“ обсъжда негови идеи, най-известната от които гласи, че "човек е мярката на всички неща".
В действителност пълното изказване на Протагор е „Човек е мярка за всички неща – на съществуващото, защото съществува и на несъществуващото, защото не съществува.“  По тази причина е приеман за скептик и релативист. Според Протагор познанието не може да бъде абсолютно, то е ограничено.
Известен е също така и с разсъжденията си за материята: „Материята е течаща“ и „Основните причини на всички вещи се намират в материята“.
Твърди се, че макар да бил близък с Перикъл, Протагор е бил обвинен в безбожие и прогонен от Атина, а книгите му - изгорени. Това сведение обаче се появява твърде късно и навярно предава деформирано политически интриги свързани с
нестандартните му разбирания.

## Биография
Протагор е роден в Абдера, Тракия, Древна Гърция. Според Авъл Гелий Протагор изкарвал прехраната си като носач, но един ден е забелязан от Демокрит да носи множество малки парчета дърво, завързани с връв, Демокрит забелязва, че те са вързани с такава геометрическа точност, че според него Протагор бил математически гений по рождение. По тази причина Демокрит го взима при себе си на обучение по философия.
По-късно самият Протагор започнал да обучава по философия. Най-известният му ученик бил Еватъл.
Пак според Авъл Гелий двамата сключили договор, съгласно който Еватъл още в началото платил половината от таксата за обучението си, а втората половина щял да заплати след като (и ако) спечели първото си дело (или публичен спор). Но обучението свършило, а Еватъл и не помислял да влиза в спор или да завежда дело. Протагор му писал: „Трябва да ми заплатиш за обучението си. Ако не го направиш, аз ще заведа дело срещу теб. Ако спечеля делото, ще трябва да ми заплатиш, съгласно решението на съда. Ако го загубя – трябва да ми заплатиш, съгласно нашия договор. И в единия, и в другия случай ще трябва да ми заплатиш, така че по-добре плащай без да съм те дал под съд!“
На което Еватъл, като добър ученик, отговорил: „По-добре не завеждай дело, защото ако аз загубя, не трябва да ти плащам, съгласно клаузата в нашия договор. Ако го спечеля – пак не трябва да ти плащам – този път съгласно решението на съда. И в единия, и в другия случай нищо няма да получиш!“.

## Реторика
За разлика от повечето преподаватели, които предлагали специфично, практическо обучение по реторика и публично говорене, Протагор се опитвал да формулира разумно обяснение на много общо ниво за широк кръг от човешки феномени, например език и обучение. Той също така изглежда е имал интерес към правилната употреба на думите, тема която по-силно се асоциира с неговия колега софист Продик.

## Астрономия
Лунният кратер Протагор е наречен на негово име.